# 터틀 비치 코퍼레이션
터틀 비치 코퍼레이션(Turtle Beach Corporation, 간단히 터틀 비치)은 캘리포니아주 샌디에고에 본사를 둔 미국의 게임 액세서리 제조업체이다. 이 회사는 사운드 카드, MIDI 신디사이저, 다양한 오디오 소프트웨어 패키지 및 네트워크 오디오 장치를 개발했던 1970년대로 거슬러 올라간다. 이 회사는 2005년부터 게임용 헤드셋을 만들기 시작했다.

## 같이 보기
- 오리얼 반도체
- 크리에이티브 테크놀로지
- E-mu 시스템즈
- 엔소닉
- 롤랜드
- 야마하